# Thrymr (mjesec)
Thrymr (također Saturn XXX) je prirodni satelit planeta Saturn. Vanjski nepravilni satelit iz Nordijske grupe s oko 5.6 kilometara u promjeru i orbitalnim periodom od 1120.809 dana.